# 54. pehotna divizija (Avstro-Ogrska)
54. pehotna divizija oz. 54. strelska divizija (izvirno nemško 54. Infanterie-Division oz 54. Infanterietruppendivision, nato nemško 54. Schützen-Division) je bila pehotna divizija avstro-ogrske kopenske vojske, ki je bila aktivna med prvo svetovno vojno.

## Zgodovina
54. pehotna divizija je bila marca 1915 ukinjena in nato ponovno ustanovljena februarja 1916; oktobra 1917 pa je bila preimenovana v 54. strelsko divizijo. 

## Poveljstvo
Poveljniki 
- Emil Schultheisz von Deveczer: oktober 1914 - januar 1915
- Siegmund Benigni in Müldenberg: januar - marec 1915

- divizija razpuščena
- Franz Daniel: februar - oktober 1916
- Viktor Severus von Laubenfeld und Ciminago: oktober 1916 - november 1918